# Noi non siamo angeli
Noi non siamo angeli è un film italiano del 1975 diretto da Gianfranco Parolini con lo pseudonimo Frank Kramer.
È il terzo film della coppia Paul L. Smith e Michael Coby, nata come imitazione della coppia Bud Spencer e Terence Hill.

## Trama
Angel ha un fratello di nome Raphael, un omone grande e grosso, ex pugile che ora fa il meccanico. Angel con astuzia riesce a convincerlo a partecipare ad una gara tra auto e diligenze. La posta in palio è la concessione per creare un servizio di trasporto tra la cittadina di Highfalls City e la vicina ferrovia. Nel paese però c'è Mr Shark che con i suoi uomini cerca di mettere i bastoni fra le ruote ai due fratelli. Nonostante varie vicessitudini riescono a vincere la gara, ma il povero Raphael però non sa che Angel ha architettato tutto per donare la concessione alla bella Evelyn, di cui è innamorato. In serbo per loro c'è però una fonte di ricchezza inaspettata, un giacimento di petrolio la cui fonte è proprio sul loro terreno.